# James Krenov

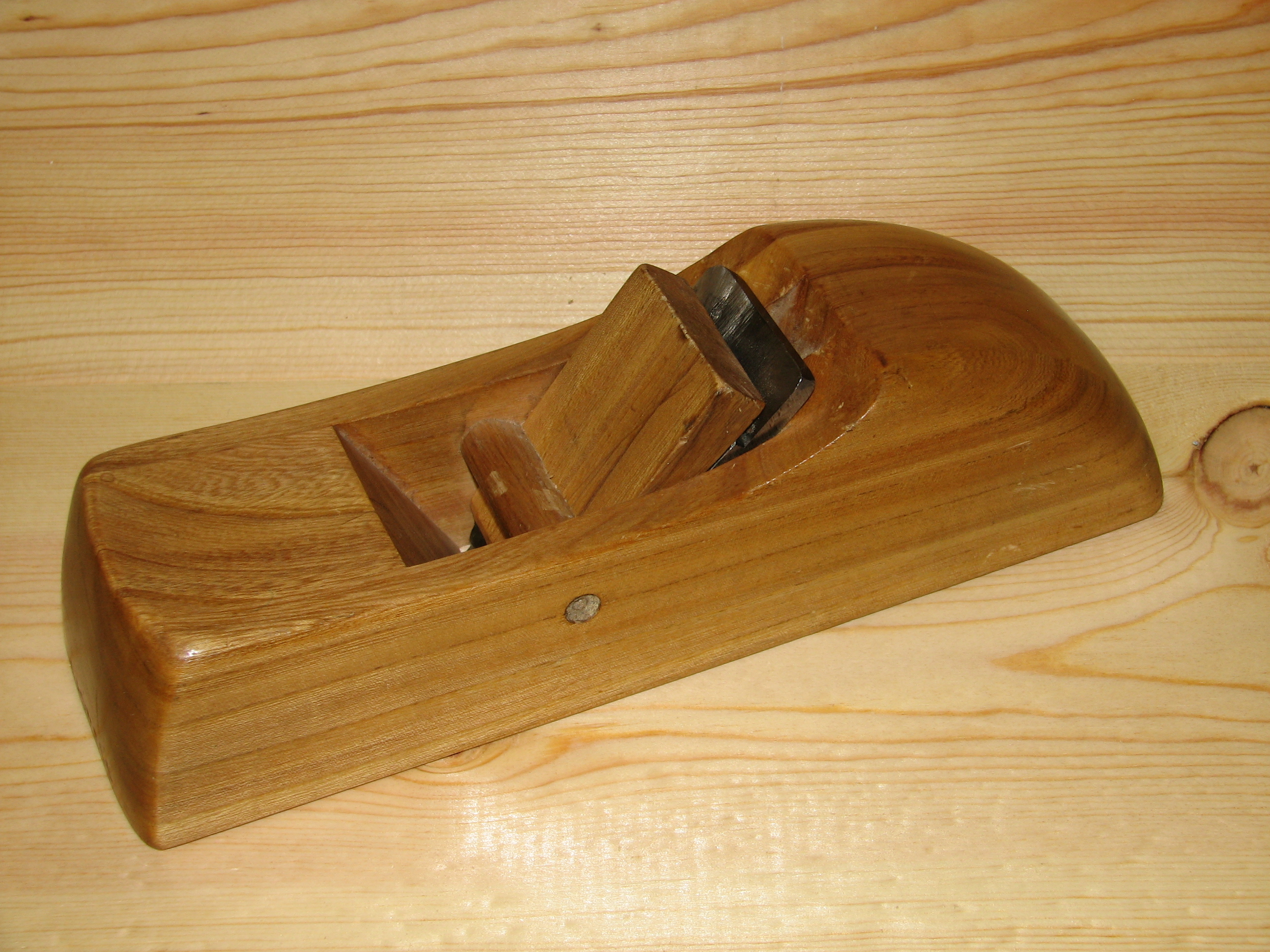
Putshyvel i amerikansk alm, av Krenovtyp.

James Krenov, född 31 oktober 1920 i byn Uelen, Sibirien, Ryssland, död 9 september 2009, Fort Bragg, Kalifornien, USA, var en amerikansk-svensk trähantverkare, möbelformgivare och författare.

## Biografi
Föräldrarna Dimitri och Julia Krenov lämnade Petrograd vid ryska revolutionen och uppehöll sig i det av vita armén behärskade Sibirien, där James föddes 1920 i byn Uelen vid Berings sund. Familjen lämnade 1921 Ryssland och fortsatte till Shanghai i Kina, där morfadern var arkitekt, och tillbringade två år där. De etablerade sig därefter i en avlägsen by i Alaska, där hans mor fick anställning som lärare av Bureau of Indian Affairs 1924–1928 och 1930–1933. Så småningom flyttade familjen till Seattle. Under andra världskriget arbetade James som tolk för Land-Lease program, när sovjetiska fartyg lade till i Seattle.
Han flyttade till Europa 1947 och arbetade på en neonrörsfabrik. På ett kafé i Paris träffade han 1949 sin blivande fru, den franskstuderande Britta Lindgren (1922–2017). Efter giftermål 1951 reste paret omkring i Italien och Frankrike och tillbringade många somrar i de svenska fjällen. James Krenov försörjde sig genom att skriva reseberättelser och krönikor i olika tidningar och gav ut en bok om parets resor i Italien. Via en vän i Sverige fick Krenov i uppdrag att i trä tillverka arkitektoniska modeller för en restaurang i Stockholm. Han bestämde sig då för att utbilda sig till trähantverkare och studerade under två år 1957–1959 vid Carl Malmstens Verkstadsskola som leddes av Carl Malmsten. Han startade en egen möbelverkstad 1959 i källaren till sin bostad i Bromma. Där besöktes han bland annat av Martin Puryear, som inspirerades av Krebovs träarbeten att själv ägna sig åt trä som material. Åren 1967–1968 undervisade han på Carl Malmstens skola. 
Han fick efter några motiga år ett genombrott för sin enkla och stilrena design. Han ombads att dokumentera sin designfilosofi i bokformat och 1976 gav han ut sin första bok A cabinetmaker's notebook som senare följes av ett flertal böcker om träformgivning. Vid sidan av sitt eget skapande var han på Craig McArts inbjudan gästföreläsare vid Rochester Institute of Technology i New York. Han undervisade också på Franklin Institute vid Boston University, 1978 i Graz i Österrike, 1984 hos New Zealand Crafts Council, 1989 på Hida Global Institute i Takayama i Japan samt 1989 och 1990 på Anderson Ranch i Colorado.  
Han flyttade 1981 från Sverige för att starta en trähantverksutbildning på College of the Redwoods filial i Fort Bragg i Kalifornien. Han startade skolans avdelning för Fine Woodworking, idag The Krenov School at Mendocino College. Han arbetade som lärare i 20 år. Efter att ha gått i pension 2002 satte han upp en egen möbelverkstad för byråer och var också rådgivare till Inside Passages School of Fine Cabinetmaking i Roberts Creek i British Columbia i Kanada.
James Krenov är representerad vid Nationalmuseum, Stockholm, Sundsvalls museum och på ett flertal amerikanska och japanska museer.
Krenov Foundation instiftades 2014. Den har påbörjat digitalisering av bilder av arbeten av James Krenov, delar ut stipendier och arrangerar utställningar av hantverksgjorda trämöbler.